# Грађевински материјал
Грађевински материјал је сваки материјал који се може употребити у грађевинарству. Многе супстанце које се јављају природно, као што су глина, камен, песак и дрво, чак и гранчице и лишће, кориштене су за изградњу зграда. Осим природно присутних материјала, користе се многи вештачки произведени материјали, неки од који су у већој мери, а неки у мањој мери синтетички. Производња грађевинског материјала је уходана индустрија у многим земљама и употреба ових материјала се типично сегментира у специфичне специјалности, као што су столарија, изолација, водовод и кровни радови. Они обезбеђују структуру станишта и структура, укључујући домове.

## Подела

### По пореклу
- природни грађевински материјали (дрво, камен, песак, шљунак и глина);
- вештачки грађевински материјали (креч, гипс, цемент, малтер, бетон...).

Најважнији природни грађевински материјали су: дрво, камен, песак и шљунак, а најважнији вештачки материјали су: цемент, бетон, челик, алуминијум, стакло, опека, креч и гипс.

### Према намени
- конструктивни материјали (камен, опека, бетон, армирани бетон, челик, дрво...);
- везивни материјали (гипс, цемент, смола, битумен, креч...);
- материјали за покривање кровних површина (цреп, тегола, гипс...);
- изолациони материјали (хидроизолација, термоизолација и звучна или акустична изолација);
- материјали за облагање (подне облоге и материјали за облагање зидова);
- инсталациони материјали (водоводна инсталација, канализациона инсталација, грејна инсталација, електрична инсталација...).

### По саставу
- прости грађевински материјали;
- сложени грађевински материјали (који настају спајањем простих: нпр. бетон настаје мешавином цемента, шљунка и воде).

### По конструктивним својствима
- носећи грађевински материјали;
- везивни грађевински материјали.

## Природни грађевински материјали
Природни грађевински материјали (дрво, камен, песак, шљунак и глина) су материјали који се могу уградити у грађевинске објекте без прераде. Користе се као сировине за производњу вештачких грађевинских материјала.

### Дрво
Дрво је један од најстаријих природних грађевинских материјала. У ранијем периоду људске цивилизације, дрво је коришћено за израду колиба, сојеница, брвнара и др. Данас се дрво углавном користи за израду стубова, греда, подних и зидних облога, кровне конструкције, грађевинске столарије (врата, прозори...), оплате приликом бетонирања и др.

#### Особине дрвета у грађевинарству
- велика тврдоћа у поређењу са малом тежином;
- чврстоћа;
- лака обрадљивост;
- ниска топлотна и звучна проводљивост.

Дрво се и данас често користи у грађевинарству и има огромну предност над другим материјалима.

#### Недостатак дрвета
Једини недостатак дрвета је запаљивост и мањи отпор на влагу, гљивице и инсекте.

### Камен
Камен је, такође, један од најстаријих грађевинских материјала који се добија очвршћавањем мешавине цемента као везивног материјала, воде и агрегата (шљунак, песак, дробљен камен, шљака, дробљена опека и др). Камен је најтрајнији грађевински материјал.
Користио га је праисторијски човек за изградњу својих насеобина. Данас постоје грађевине од камена старе неколико хиљада година (пирамиде). Камен се у природи налази у великим количинама. Вади се у каменоломима.
Најпознатије врсте камена су: гранит, кречњак, пешчар, мермер...

#### Подела камена
- обрађен камен;
- необрађен камен.

Необрађен камен се употребљава у грађевинарству при изради темеља, носећих зидова, насипа, подлога путева и др.
Обрађен камен може бити: ломљен, дробљен, млевен, полиран, брушен, ситан каменчић и песак.

## Вештачки грађевински материјали

### Печене цигле и блокови од глине
Опеке се праве на сличан начин као и опеке од блата, осим што су без влакнастог везива као што је слама и пеку се („спаљују“ у стезаљци за цигле или пећи) након што се осуше на ваздуху да би се трајно стврднуле. Глинене опеке печене у пећи су керамички материјал. Печене цигле могу бити пуне или имати шупљине које помажу у сушењу и чине их лакшима и подеснијим за транспорт. Појединачне цигле се постављају једна на другу у низовима помоћу малтера. Узастопни токови се користе за изградњу зидова, лукова и других архитектонских елемената. Зидови од печене цигле су обично знатно тањи од набијача/ћерпича, а задржавају исту вертикалну чврстоћу. Они захтевају више енергије за стварање, али су лакши за транспорт и складиштење, и имају мању тежину су од камених блокова. Римљани су у великој мери користили печену циглу облика и типа који се сада називају римске цигле. Градња од цигле је стекла велику популарност средином 18. и 19. века. То је било због нижих трошкова са повећањем производње цигле и заштите од пожара у градовима са сталном гужвом.

### Цементни композити
Цементно везани композити су направљени од хидратизоване цементне пасте која везује дрво, честице или влакна за израду префабрикованих грађевинских компоненти. Различити влакнасти материјали, укључујући папир, фиберглас и угљена влакна су коришћени као везива.
Дрво и природна влакна се састоје од различитих растворљивих органских једињења као што су угљени хидрати, гликозиди и фенолици. Познато је да ова једињења успоравају везивање цемента. Стога, пре употребе дрвета у изради цементних композита, процењује се његова компатибилност са цементом.
Компатибилност дрво-цемент је однос параметра који се односи на својство дрво-цементног композита и чисте цементне пасте. Компатибилност се често изражава као процентуална вредност. За одређивање компатибилности дрво-цемент користе се методе засноване на различитим особинама, као што су карактеристике хидратације, чврстоћа, међуфазна веза и морфологија. Истраживачи користе различите методе као што су мерење карактеристика хидратације мешавине цемента и агрегата; поређење механичких својстава мешавине цемента и агрегата и визуелна процена микроструктурних својстава дрвно-цементних мешавина. Утврђено је да је тест хидратације мерењем промене температуре хидратације са временом најпогоднији метод. Недавно су Караде et al. размотрили ове методе процене компатибилности и предложили метод заснован на 'концепту зрелости', односно узимајући у обзир и време и температуру реакције хидратације цемента.

## Одрживост
Године 2017, зграде и изградња заједно су конзумирали 36% финалне енергије произведене на глобалном нивоу, а одговорни за 39% глобалних 2 емисија везаних за енергију.. Удео самог грађевинарства био је само 6% до 11%. Потрошња енергије током производње грађевинског материјала, претежно због употребе електричне енергије, доминантни је доприносилац учешћу грађевинске индустрије. Уграђена енергија релевантних грађевинских материјала у САД наведена је у следећој табели.
| Материјал                          | Садржана енергија | Садржана енергија |
| Материјал                          |                   |                   |
| цигле                              | 1,66              | 3,86              |
| цемент                             | 3,23              | 7,51              |
| глина                              | 15,2              | 35,36             |
| бетон                              | 0,58              | 1,35              |
| бакар                              | 25,77             | 59,94             |
| равно стакло                       | 10,62             | 24,70             |
| гипс                               | 10,38             | 24,14             |
| тврда шперплоча и фурнир           | 15,19             | 35,33             |
| креч                               | 1,92              | 4,47              |
| изолација од минералне вуне        | 12,6              | 29,31             |
| примарни алуминијум                | 80,17             | 186,48            |
| шперплоча до меког дрвета и фурнир | 3,97              | 9,23              |
| камен                              | 1,43              | 3,33              |
| чист челик                         | 10,39             | 24,17             |
| дрвена грађа                       | 2,7               | 6,28              |

Подаци потичу из рецензираног извештаја који су објавили Диксит et. al.